# Акманов, Айтуган Ирикович
Акманов Айтуган Ирекович (род. 16 мая 1966, Уфа) — историк, доктор исторических наук (2002), профессор, член-корреспондент Академии наук РБ (2009), Заведующий кафедрой Отечественной истории Башкирского государственного университета (ныне Уфимский университет науки и технологий).

## Биография
Акманов Айтуган Ирикович родился 16 мая 1966 года в Уфе.
Среднее образование получил в школе № 31 г. Уфы. В 1988 году окончил с отличием исторический факультет Башкирского государственного университета (ныне Уфимский университет науки и технологий).
В 1988—1992 годах учился в аспирантуре Исторического факультета Московского государственного университета имени М. В. Ломоносова, где в 1992 году защитил кандидатскую диссертацию.
С 1993 г. — ассистент, старший преподаватель, доцент исторического факультета Башкирского государственного университета (ныне Уфимский университет науки и технологий).
С 1999 по 2002 год учился в докторантуре МГУ. В 2002 году Акманов защитил докторскую диссертацию на Историческом факультете Московского государственного университета имени М. В. Ломоносова на тему «Аграрная политика правительства и землевладение башкирских общин во второй половине XVI — начале XX вв.».
С 2002 года Акманов — профессор кафедры Отечественная история БГУ (ныне Уфимский университет науки и технологий) и факультета землеустройства и лесного хозяйства БГАУ. С 2005 года — заведующим кафедрой Отечественной истории исторического факультета и руководитель методологического семинара преподавателей исторического факультета.
В 2009 году присвоено звание члена-корреспондента Академии наук Республики Башкортостан. Член редакционной коллегии журнала «Вестник БГУ».
Область научной деятельности: аграрная история Южного Урала во второй половине XVI — в начале XX вв, особенности развития башкирского землевладения, организация и проведение землеустройства и кадастра на Южном Урале в XVII—XX веках.

## Труды
Акманов Айтуган Ирикович — автор свыше 70 работ, включая три монографии.
- Земельная политика царского правительства в Башкирии в середине XVI — начале XX вв. — Уфа: Китап, 2000.
- Башкирское землевладение в XIX — начале XX вв. — Уфа: РИЦ БашГУ, 2000.
- Земельные отношения в Башкортостане и башкирское землевладение во второй половине XVI — начале XX в. — Уфа: Китап, 2007
- Историко-культурный энциклопедический атлас Республики Башкортостан. Главный редактор Акманов А. И. Уфа-Москва, 2007[3].